# Граведона-ед-Уніті
Граведона-ед-Уніті (італ. Gravedona ed Uniti) — муніципалітет в Італії, у регіоні Ломбардія, провінція Комо. Муніципалітет утворився в результаті об'єднання муніципалітетів Граведона, Джермазіно і Консільйо-ді-Румо.
Граведона-ед-Уніті розташоване на відстані близько 540 км на північний захід від Рима, 80 км на північ від Мілана, 45 км на північ від Комо.

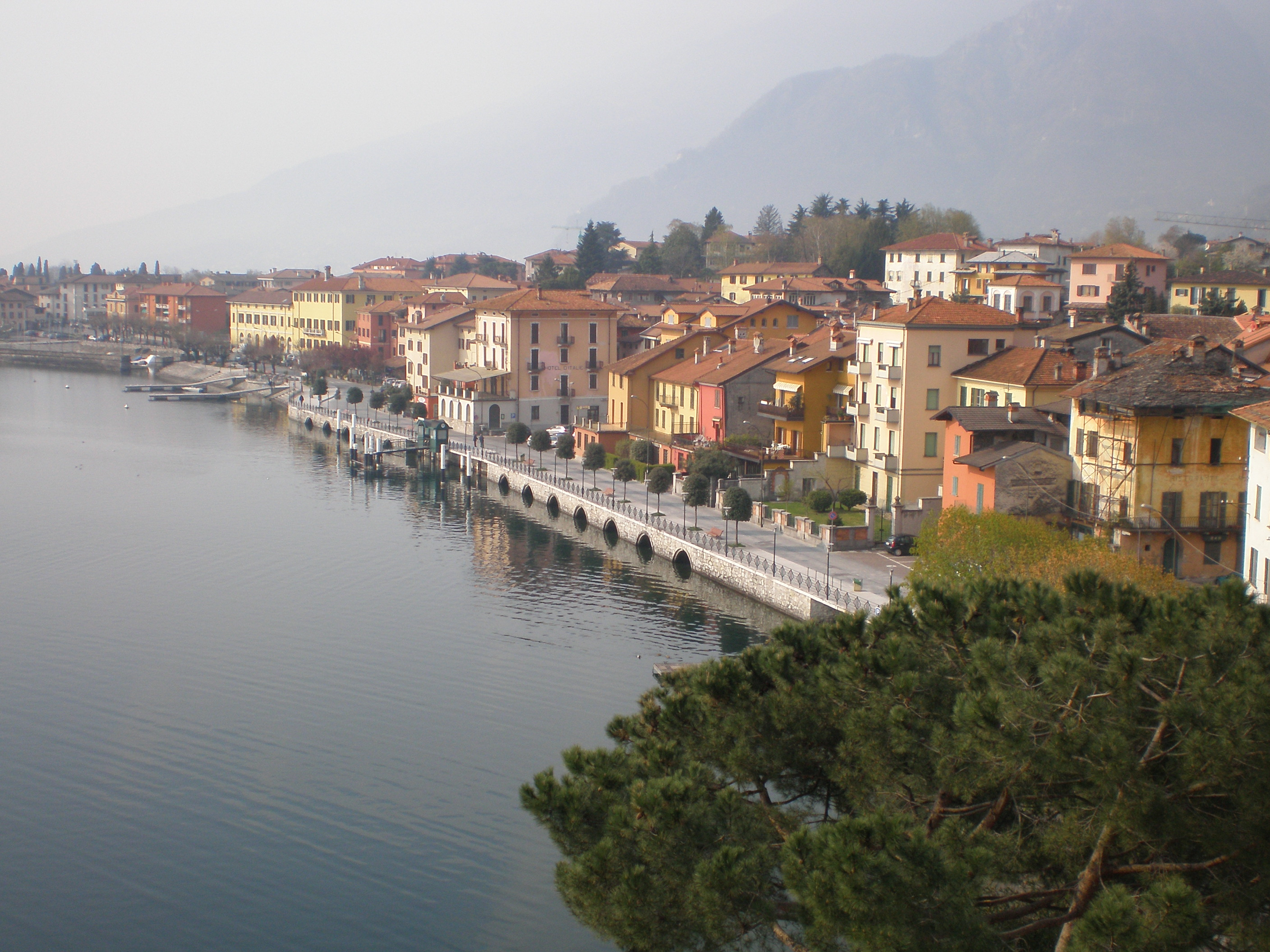

Населення — 4248 осіб (2014).

## Демографія
Шаблон:Демографія/Gravedona ed Uniti
Станом на 31 грудня 2014 року в муніципалітеті офіційно проживало 219 іноземців з 33 країн, серед них 99 громадян країн Євросоюзу та 14 громадян України.

## Сусідні муніципалітети
- Гарцено
- Домазо
- Донго
- Доссо-дель-Ліро
- Коліко
- Пельйо
- Ровередо
- Сан-Наццаро-Валь-Каварнья
- Сан-Вітторе
- Стаццона